# 水長流
水長流，是台灣南投縣國姓鄉的一個傳統地域名稱，位於該鄉中部偏北。相較於今日行政區，其範圍大致包括大旗村東半部不含東南端、長流村東南部不含東北部凸出部分的東北半部及東側凸出部分、長豐村東南端一小塊地。

## 歷史
台灣清治末期至日治初期，水長流地區為一街庄，稱為「水長流庄」，隸屬於北港溪堡。該庄北與頭汴坑庄為鄰，東北與蕃地為鄰，東與北港溪庄為鄰，南邊隔北港溪與內國姓庄為界，西邊為墘溪灣庄。
1901年（日治明治三十四年）11月，全台廢縣廳改設二十廳，該庄隸屬於南投廳。1903年（明治三十六年）6月，該庄編入「北港溪區」，隸屬於南投廳。1909年（明治四十二年）10月，合併二十廳為十二廳，北港溪區仍隸屬於南投廳。1920年（大正九年），全台地方制度大改正，廢十二廳改設五州二廳，該庄改制為「水長流」大字，隸屬於臺中州新高郡國姓庄。
戰後國姓庄改制為國姓鄉，隸屬於臺中縣，大字亦改制為村。1950年10月，中、彰、投分治，國姓鄉改隸屬南投縣。

## 聚落
本地區發展較早的聚落為水長流，在日治期初期的官方地圖上已有記載。此外，本地區尚有老莊、公館、葉厝、瓦窯、福旗巷、大旗尾、旗洞巷、大草堀等聚落。

## 交通
省道台21線（大長路、長北路）是台中市東勢區天冷至南投縣信義鄉塔塔加的幹道，大致以北北東—南南西走向由本地區北部東側凸出部分的北部邊界入境後蜿蜓而行，其後轉南南東再轉東南蜿蜒而行，至本地區東部邊界附近轉南南西再轉東南東再轉東北出境。由該道路向北北東轉東南東再轉北北東可前往新社東南部、東勢南端並止於省道台8線路口；向東北轉東南東再轉東北再轉東南東經北港溪聚落後轉西南蜿蜒而行再轉東南再轉南南西可前往埔里、魚池、水里東南部、信義、和社、塔塔加等地。
縣道133號（大長路）是葉厝至柑子林的道路，其北側端點位於本地區東北部葉厝聚落北郊的省道台21線路口。由此向南南東繞大彎轉西南，於本地區南部邊界中央偏西處經北港溪福興橋出境後，可前往國姓市區、柑子林北端並止於省道台14線路口。
鄉道投81線（長友巷）是中坑至長豐村的道路，其南側端點位於本地區北部東側凸出部分的北部省道台21線路口。由此向西北蜿蜒而行，其後轉西南再轉西出境後，轉西北蜿蜒而行可前往中坑附近山區。

## 學校
- 長流國小